# 張腔
張腔，又稱張派文學，一種以模倣張愛玲作品為主的文學風格，曾經在台灣、香港與馬來西亞的文壇造成風潮。
在台灣，因為胡蘭成的影響，有人將這兩人的風格並舉，稱為「張腔胡調」。

## 源起
張腔原是京劇名詞，指的是張君秋這一派的唱法。
台灣學者王德威在1993年發表的一篇文章中，引用這個名詞來形容台灣文壇上，效法張愛玲的風氣。

## 歷史
在台灣文學界，最早介紹張愛玲作品的為作家朱西甯一家。他透過《三三集刊》推廣與介紹了張愛玲作品，使得當時年輕寫作者，皆以張愛玲為模倣對象，形成一種特殊的文學風格。

## 代表人物
- 白先勇
- 李昂
- 朱天文
- 朱天心
- 鍾曉陽